# His First Command
His First Command is een Amerikaanse dramafilm uit 1929 onder regie van Gregory La Cava.

## Verhaal
De rokkenjager Terry Culver wordt verliefd op Judy Gaylord, de dochter van een kolonel bij de cavalerie. Hij krijgt de post van onderofficier in het leger. Hij gelooft dat hij vlug zal kunnen opklimmen tot de rang van officier. Zijn gedrag roept weerstand op bij de andere onderofficieren.

## Rolverdeling
| Acteur            | Personage               |
| ----------------- | ----------------------- |
| William Boyd      | Terry Culver            |
| Dorothy Sebastian | Judy Gaylord            |
| Gavin Gordon      | Luitenant Freddie Allen |
| Helen Parrish     | Jane Sargent            |
| Alphonse Ethier   | Kolonel Gaylord         |
| Howard C. Hickman | Majoor Hall             |
| Paul Hurst        | Sergeant Westbrook      |
| Jules Cowles      | Korporaal Jones         |
| Rose Tapley       | Mevrouw Pike            |
| Mabel Van Buren   | Mevrouw Sargent         |
| Charles R. Moore  | Homer                   |